# Mohamed Camara
Mohamed Camara, född 6 januari 2000, är en malisk fotbollsspelare som spelar för AS Monaco och Malis landslag.

## Klubbkarriär
Den 14 augusti 2022 värvades Camara av AS Monaco, där han skrev på ett femårskontrakt.

## Landslagskarriär
Camara debuterade för Malis landslag den 13 oktober 2019 i en 2–1-förlust mot Sydafrika.

## Meriter
Red Bull Salzburg
- Österrikisk mästare: 2020, 2021, 2022
- Österrikisk cupvinnare: 2020, 2021, 2022